# Saint-Léger-sur-Bresle
Saint-Léger-sur-Bresle è un comune francese di 84 abitanti situato nel dipartimento della Somme nella regione dell'Alta Francia.

## Società

### Evoluzione demografica
Abitanti censiti